# 60 Pułk Czołgów
60 Kartuski pułk czołgów średnich (60 pcz) – oddział wojsk pancernych ludowego Wojska Polskiego.
Przemianowany w 1967 z 58 pułku czołgów. W tym czasie pułk otrzymał wyróżniającą nazwę "Kartuski". Na jego uzbrojenie wprowadzono czołgi T-55 i transportery opancerzone SKOT. Pułk wchodził w skład 16 Kaszubskiej Dywizji Pancernej. Stacjonował w garnizonie Elbląg. Pułk rozformowano w 1989.

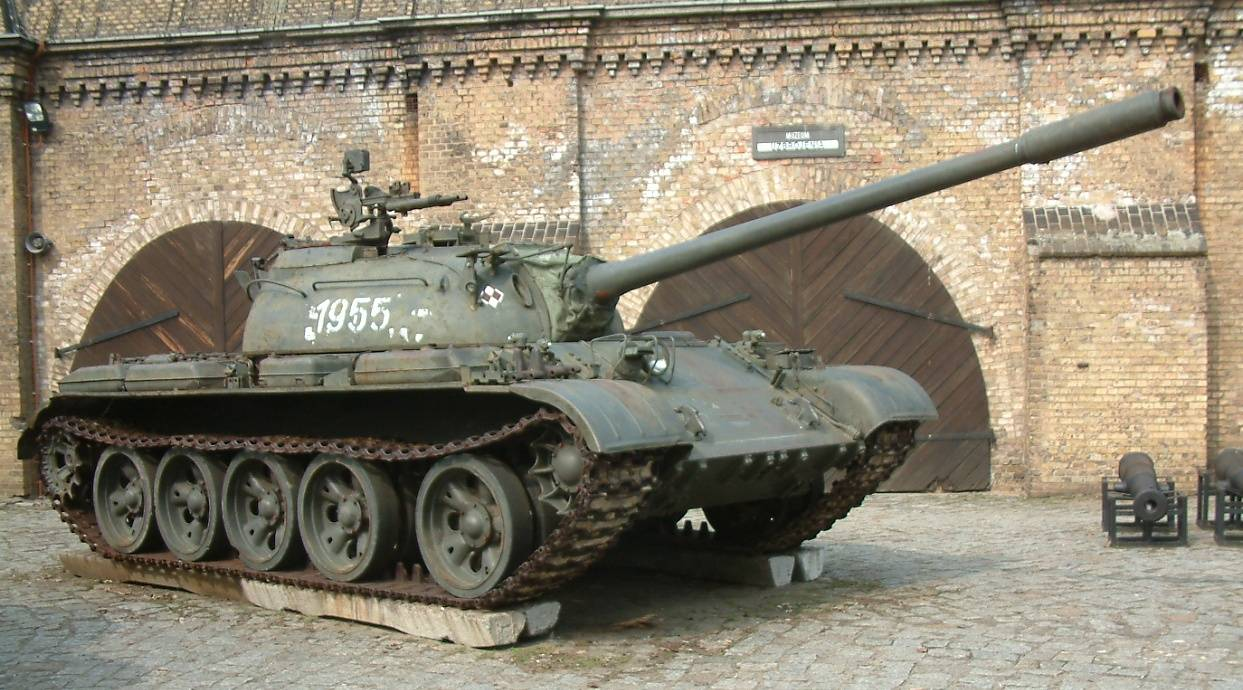
Czołg podstawowy pułku -T-55

## Struktura organizacyjna
Dowództwo i sztab
- 5 kompanii czołgów - 16 T 55 (w 1988 roku były to już T-55AM)
- kompania piechoty zmotoryzowanej
- bateria plot - 4 ZSU-23-4, 4 S-2
- kompania rozpoznawcza - 7 BRDM-2
- kompania saperów - 4 BLG, BRDM-2, 5 SKOT
- kompania łączności
- kompania medyczna
- kompania remontowa
- kompania zaopatrzenia
- pluton ochrony i regulacji ruchu
- pluton chemiczny

## Żołnierze pułku
Dowódcy pułku
- płk dypl. Michał Perkowski (1968-1974)
- mjr Marek Tymiński (1974-1976)
- mjr Stanisław Kubacki (1976-1981)
- mjr Andrzej Wesołowski (1981-1984)
- mjr Marek Budzyński (1985-1987)
- mjr Lech Stefaniak (1987-1988)
- mjr Mieczysław Koziński (1988-1989)